# 趙駿亞
趙駿亞（1978年11月23日—），台灣男演員，代表作是《新兵日記》，因演出劇中班長王威一角而竄紅，大學就讀美國加利福尼亞聖塔莫尼卡社區大學。2005年曾擔任馬祖莒光幹訓班分隊長。2018年當選為台灣兩棲爬蟲動物協會理事長。

## 家庭背景
趙駿亞出身軍人世家，曾祖父及祖父皆為軍人，父親則為上海台商。小時調皮常遭父親痛打，曾被父親拽著頭推到牆上昏過去。

## 爭議事件

### 妨害公務傷害員警
2020年1月10日，趙駿亞開車行經造勢晚會管制區域，警方以交通管制為由請其離去，趙駿亞不滿交管因而與現場警員發生口角、推倒警員。後來傷害罪部分當庭和解，妨害公務則被台北法院判拘役55天，緩刑2年。

### 毆打女友遭起訴
2002年，趙駿亞在美讀書時，因毆打徐姓女友被判刑入獄，其中非法監禁、家暴以及恐嚇罪名成立，因而被關了16個月。服刑期滿因不具備美國公民身分而遭驅逐出境才返台，在台也又涉及過傷害罪。
2025年3月13日藝人吳婉君凌晨與趙駿亞一同返回趙駿亞位於中和的住處時，未料隨後卻遭趙駿亞家暴，吳婉君事後前往醫院驗傷，並在當天凌晨前往中和分局報案提告。

## 電視劇
| 年份   | 頻道       | 劇名               | 角色         |
| ------ | ---------- | ------------------ | ------------ |
| 2006年 | 華視       | 花樣少年少女       | 友人         |
| 2007年 | 三立都會台 | 櫻野三加一         | 律師         |
| 2008年 | 華視       | 歡喜來逗陣         | 黃輝宏       |
| 2008年 | 東森戲劇台 | 麻辣一家親         | 詹姆士       |
| 2010年 | 公視       | 再見全壘打         | 王天見       |
| 2010年 | 民視       | 新兵日記           | 王威         |
| 2011年 | 民視       | 愛讓我們在一起     | 林中則       |
| 2011年 | 民視       | 新兵日記之特戰英雄 | 王威         |
| 2011年 | 民視       | 夜市人生           | 黃百達       |
| 2012年 | 三立都會台 | 螺絲小姐要出嫁     | 湯以尊       |
| 2012年 | 三立都會台 | 我們發財了         | 胡城恩       |
| 2012年 | 台視       | 陽光正藍           | 張勇雄       |
| 2013年 | 華視       | 我愛幸運七         | 羅森         |
| 2013年 | 三立都會台 | 金大花的華麗冒險   | 秦默         |
| 2014年 | 大愛       | 春暖向陽天         | 吳福川       |
| 2014年 | 大愛       | 情牽萬里           | 鄒總田       |
| 2014年 | 公視       | 失憶證             | 戴自華       |
| 2014年 | 樂視網     | 天后之征           | 李翔         |
| 2014年 | 大愛       | 河畔卿卿           | 邱顯鐘       |
| 2015年 | 華視       | 單身有約           | 孔止         |
| 2015年 | 大愛       | 聽見天堂鳥         | 黃文忠       |
| 2015年 | 大愛       | 萬里桂花香         | 萬德勝       |
| 2015年 | 三立台灣台 | 甘味人生           | 羅守正       |
| 2016年 | 三立台灣台 | 白鷺鷥的願望       | 吳天祥       |
| 2016年 | 公視       | 三角犯罪           | 蔡秉達       |
| 2016年 | 大愛       | 我家的方程式       | 院長         |
| 2016年 | 華視       | 莒光園地           | 李振中       |
| 2017年 | 三立台灣台 | 一家人             | 林威廉       |
| 2017年 | 公視       | 十女               | 陳子傑       |
| 2018年 | 三立台灣台 | 金家好媳婦         | 何懷農史懷農 |
| 2020年 | 東森戲劇台 | 姊妹們追吧         | 高子軒       |
| 2022年 | LiTV       | 外送英雄           | 客串         |

## 電影
| 上映 | 片名               | 飾演   | 導演   |
| ---- | ------------------ | ------ | ------ |
| 2016 | 報告班長7 勇往直前 | 李英雄 | 梅長錕 |

## MV
- 王識賢 蝴蝶飛
- 王識賢 醉中沙
- 王芷蕾 幸福三部曲《台北的天空》
- 江蕙 無聲的查某人
- 新兵日記大樂兵電視原聲帶《同一片天空、夢想》

## 唱片
| 年份 | 專輯                     | 出版       | 歌曲             |
| ---- | ------------------------ | ---------- | ---------------- |
| 2011 | 新兵日記大樂兵電視原聲帶 | Sony Music | 同一片天空、夢想 |

## 主持作品
- 民視：電玩大聯盟（2010年）
- TVBS：TVBS哈新聞 (2010年11月29日）

## 外部連結
- 趙駿亞的 Youtube頻道【班長帶你趣】 （页面存档备份，存于）
- 趙駿亞的新浪微博
- 趙駿亞在互联网电影资料库（IMDb）上的資料（英文）
- 趙駿亞在香港影庫上的簡介
- 趙駿亞在豆瓣上的资料（简体中文）
- 趙駿亞在时光网上的簡介（简体中文）